# Serbiska krigsbrott i Kosovo (1912–1913)
Serbiska krigsbrott i Kosovo (1912-1913) är den benämning på de krigsförbrytelser och massakrer som begicks av den serbiska armén respektive paramilitärer mot den albanska civilbefolkningen mellan 1912 och 1913. Krigsbrotten bekräftades av The International Commission to Inquire into the Causes and Conduct of the Balkan War.

## Historia
1878, under det rysk-turkiska kriget, började krigsbrott att utföras mot albaner via etnisk rensning. Den nya serbiska staten hade behov av en etniskt ren stat och albaner räknades som "turkar" och "fienden". 1912 dokumenterades de första serbiska krigsbrotten som begicks mot den albanska civilbefolkningen under den serbiska invasionen av Kosovo Vilayet, strax efter att Osmanerna besegrats. Leo Freundlich, en österrikisk korrespondent, beskrev i sin rapport "Albanien Golgahta" (svenska: Den Albanska Förintelsen) hur serbiska soldater torterade och massakrerade obeväpnade pojkar och män, våldtog unga flickor och kvinnor, plundrade och brände byar. Byborna omringades av eldsvådor och i sin flykt sköts de till döds. Kvinnor och barn brändes levande i höstackar och små flickor kastades levande in i elden. I rapporten beskrivs även hur gravida kvinnor höggs med bajonetter av soldaterna där fostret sedan spetsades. Den internationella kommissionen för krig i Balkan bekräftade att den serbiska armén utförde folkmord. Totalt mördades 25 000 albaner under invasionen men historiker menar att siffrorna är mycket högre. Sammanlagt omkring 120 000 albaner dog i alla de albanska områdena under den serbiska invasionen. Ungerska rapporter beskrev hur serberna mördade tusentals män, kvinnor och barn i sin marsch mot havet. 1913 skickades en rapport till västmakterna om hur den albanska civilbefolkningen i Dibra utsattes för etnisk rensning, våldtäkt och plundring av serbiska soldater.

## Media
Den österrikiska tidningen Kreuzzeitung rapporterade om "den albanska förintelsen". The Daily Chronicle beskrev hur 2000 albaner massakrerades i Kumanovo och ytterligare 5000 i Prishtina.. Den italienska tidningen Il Messaggero i Rom skrev om hemska massakrer. Det franska "Le Humanité" rapporterade om plundring, massakrer och död. Den österrikiska korrespondenten Freundlich uppmanade västmakterna  att hjälpa ett försvarslöst folk mot en armé med en stat. Han beskrev att trots att albanerna inte gjorde motstånd mot den invaderande armén, så mördades de. Tusentals albanska katoliker tvångskonverterades till den ortodoxa tron. Den tyska tidningen "Deutsches Volksblatt" skrev den 8 februari hur den serbiska kulturministern, Ljuba Jovanovic, konstaterat att muslimer skulle behandlas som alla andra. Jovanovic ursäktade massakrerna på albanerna genom att påstå att de motarbetat den serbiska armén. I Belgrad skrev man hur staden Shkoder skulle komma tillhöra Montenegro. Efter strider i Podgorica hade serbiska soldater vandrat in i byn Barbullush efter nederlaget i Berdicë där de massakrerade barn, kvinnor och män. En 8-årig pojke hittades med åtta bajonetthugg.
Freundlich beskrev hur serbiska officerare skröt om hur de rånade hus och mördade barn och kvinnor. I Luma brändes männen levande och runt 80 byar jämnades med marken. Serberna utförde så kallade "mansjakter" där man jagade albaner och mördade dem. I ett av fallen beskrev en officer för Freundlich hur en serbisk soldat brutit sig in i ett hem och tvingat fadern under pistolhot att lysa så att han kunde se när han våldförde sig på mannens fru och dotter. Serbiska soldater erkände i tidningarna att de begått krigsbrott. I Tirana slogs flera människor ihjäl, likaså i närliggande byar. Flera katolska kyrkor förstördes av serberna med påståendet att de var österrikiska byggnader och inte hörde hemma i det nya serbiska riket.

## Förnekelser
Krigsbrotten förnekades av serbiska myndigheter, men bekräftades av österrikiska, italienska, tyska, franska och ryska nyheter. Lev Trotskij kritiserade de serbiska myndigheterna för att förneka krigsbrott. Dessa händelser bidrog kraftigt till den serbisk-albanska konflikten.